# Emballonura
Emballonura is een geslacht van zoogdieren uit de familie van de schedestaartvleermuizen (Emballonuridae). De wetenschappelijke naam van het geslacht werd in 1838 gepubliceerd door Coenraad Jacob Temminck.

## Soorten
Er worden 8 soorten in dit geslacht geplaatst:
- Emballonura alecto (Eydoux & P. Gervais, 1836)
- Emballonura beccarii Peters & Doria, 1881
- Emballonura dianae J. Edwards Hill, 1956
- Emballonura furax O. Thomas, 1911
- Emballonura monticola (Temminck, 1838)
- Emballonura raffrayana Dobson, 1879
- Emballonura semicaudata (T. R. Peale, 1849)
- Emballonura serii Flannery, 1995

Emballonura alecto · Emballonura beccarii · Emballonura dianae · Emballonura furax · Emballonura monticola · Emballonura raffrayana · Emballonura semicaudata · Emballonura serii